# Wilhelm Oltmanns
Wilhelm Peter Diedrich Oltmanns (* 13. August 1874 in Oldenburg; † 25. November 1964) war Bürgermeister der Gemeinde Varel bis 1933, von 1941 bis 1946 im Vorstand des Landesfürsorgeverbandes Oldenburg (LFV) und vom 1. April 1946 bis 31. Dezember 1947 Oldenburger Oberstadtdirektor sowie Ehrenbürger von Varel. Der Schreibtischtäter „beteiligte sich an der Hunger-Euthanasie in Wehnen“.

## Leben

### Beruf und Karriere
Nach Abitur und Jurastudium arbeitete Oltmanns in der öffentlichen Verwaltung, 1904 wurde er Regierungsassessor und war er Direktion der Strafanstalt Vechta zugeordnet.
1908 wurde er Bürgermeister der Stadtgemeinde Varel. Nach dem Ersten Weltkrieg trat er 1918 in die Nationalliberalen Partei ein und war beteiligt an der Gründung der Deutschen Demokratischen Partei in Varel. Nachdem er 1920 vom Amt des Bürgermeisters zurückgetreten war, wurde er am 14. Oktober 1921 zum Regierungsrat bei der zum Regierung der linksrheinischen oldenburgischen Exklave in Birkenfeld ernannt. Ab 1922 war er Mitglied des Oberversicherungsamtes in Oldenburg und Vorsitzender des Oberversicherungsamtes in Birkenfeld und dort mit der Inspektion der Gefängnisinspektion beauftragt. Er war ebenfalls seit 1922 Vorsitzender des Militärversorgungsgerichts in Birkenfeld sowie Anwalt bei der dortigen Kommission für die katholischen Kirchenangelegenheiten. 1924 wurde er Direktor des Versorgungsgerichts in Oldenburg und zum 1. August 1928 mit der Verwaltung des Amtes Wildeshausen beauftragt. 1928 berief ihn oldenburgische Landesregierung zum Staatskommissar der Stadt Varel, wo er 1929 „auf Lebenszeit“ erneut zum Bürgermeister gewählt wurde.
Nachdem die Nationalsozialisten in Oldenburg durch die Landtagswahlen im Mai 1932 an die Macht gekommen waren, versetzten diese ihn 1932 unter dem Vorwurf, er habe „das Deutschtum bekämpft“ und sich als „Gegner der NSDAP“ gezeigt, im Juni 1933 in den einstweiligen Ruhestand. Am 12. Juni 1941 holte ihn dieselbe Landesregierung in den aktiven Dienst zurück und berief ihn in den Vorstand des Landesfürsorgeverbandes. Vorstandskollegen waren Ministerialrat Werner Ross und Regierungsrat Carl Ballin.

### Hungermorde im Oldenburger Land
Als Oberregierungsrat war er leitender Mitarbeiter des Landesfürsorgeverbandes Oldenburg (LFV), dem die staatlichen Pflegeanstalten des Freistaates Oldenburg unterstanden, von hier gingen die Hungermorde an den Patienten der Heil- und Pflegeanstalt Wehnen aus. Oltmanns „ordnete sich damit den Schreibtischtätern des Krankenmordes zu“.
Wilhelm Oltmanns passte sich der menschenverachtenden Politik des Landesfürsorgeverbandes umgehend an. So lehnte er eine Rückkehr der im Jahr 1941 nach Süddeutschland verlegten Bewohner des Gertrudenheims in die mittlerweile renovierte Anstalt Kloster Blankenburg ab. Dem Landesfürsorgeverband seien „erhebliche Zweifel gekommen, ob die [...] einwandfrei ausgebaute und ganz modern eingerichtete Anstalt in Blankenburg wirklich idiotischen Kindern dienen soll, die keine Empfindungen für die schöne Ausgestaltung der Anstalt haben, ob sie nicht für andere Zwecke bessere Dienste leistet und infolgedessen auch besser ausgenutzt werden kann.“  Es kam unter den überwiegend minderjährigen Gertrudenheimbewohnern angesichts der viel zu geringen Nahrungsmittelzuteilung zu einem Massensterben, dem bis Kriegsende mehr als die Hälfte von ihnen zum Opfer fiel.
Die Hungersterblichkeit in Blankenburg und Wehnen kann nicht den Anordnungen der Reichsregierung angelastet werden – erst recht nicht, wenn man berücksichtigt, dass der Hunger in Wehnen weit vor 1939 begann. Die hohe Sterblichkeit war Folge des verbrecherischen Eingriffs des Landesfürsorgeverbandes in die Versorgung der Patienten. Diese Praxis bestand mindestens seit 1936, und Oltmanns, Ballin und Ross setzten sie im Einvernehmen mit dem Landesernährungsamt bis weit ins Jahr 1946 fort. Ziel des Verbandes war die Senkung von Betriebskosten, die Vernachlässigung der Patienten hatte System: eiskalte Räume und Hungerrationen. Als im Mai 1945 das NS-Regime zusammenbrach verfügte er über Grundstücke und Immobilien wie etwa drei landwirtschaftliche Betriebe und auch über Barvermögen, Kapitalbeteiligungen und Stiftungskapital. Der Verband agierte auf entfernten Feldern,   übernahm er man das im Laufe des Krieges auf einen Konkurs zusteuernde Museumsdorf Cloppenburg und förderte es 1944 mit 93.000 Reichsmark, um die so im Katholizismus verwurzelten Bauern für sich zu gewinnen.
Als Ministerpräsident Theodor Tantzen (1877 bis 1947) von den Hungermorden erfuhr, das Kriegsende lag bereits ein halbes Jahr zurück, schrieb er an Oltmanns: „Menschen verhungern lassen! Betreiben Sie die bessere Ernährung weiter.“ In der britischen Besatzungszone wurde eine drastische Kürzung der durchschnittlichen Zuteilung von 1694 kcal auf 1103 kcal verfügt. „Anstatt nun auf diese zusätzliche Bedrohung der Patienten mit verstärkten Anstrengungen zur Erwirkung einer Zusatzration zu reagieren, drehte Oltmanns das Argument um und bedeutete dem Ministerpräsidenten sinngemäß, dass die neuerliche Senkung der Normration die weiteren Bemühungen um Essenszulagen obsolet mache. Eine Reaktion Tantzens auf diese jeder Logik entbehrende Zumutung ist nicht aktenkundig.“